# Вильгельм (герцог Юлих-Клеве-Бергский)
Вильгельм V Богатый (нем. Wilhelm V der Reiche, 28 июля 1516, Дюссельдорф — 5 января 1592) — пятый герцог Клевский.

## Биография
Вильгельм родился в Дюссельдорфе в семье герцога Иоганна III и его супруги Марии Юлих-Бергской. Он был единственным сыном из четырёх детей пары и после смерти отца в 1539 году унаследовал его земли и титулы. Несмотря на то, что его мать продолжала жить до 1543 года, он также стал герцогом Юлих-Берга в 1539 году.

## Борьба за Гельдерн
В 1539 году Вильгельм присоединил к своим землям соседнее герцогство Гельдерн, как наследник своих дальних родственников. Император Карл V в то же время тоже заявил свои права на герцогство и Вильгельму пришлось предпринимать меры, чтобы удержать владения под своей властью. Он заключил договор с королём Франции Франциском I и женился на родной племяннице короля Жанне д’Альбре, с целью обеспечить себе надежную опору в борьбе с императором. К своему удивлению и сожалению, он вскоре обнаружил, что французские союзники не торопятся и пальца о палец ударить, чтобы помочь ему, по этой причине в 1543 году борьба за герцогство Гельдерн была окончена победой Карла V. Герцогство отделилось от Юлих-Клеве-Берга и стало частью Испанских Нидерландов.

## Усиление Юлих-Клеве-Берга
После потери герцогства Гельдерн Вильгельм принял решение усовершенствовать свои наследственные владения путём модернизации и укрепления главных городов своих герцогств. Поскольку имевшиеся на тот момент укрепления столичных городов никак не могли соперничать с императорской артиллерией, Вильгельм поставил целью выстроить новые крепости в каждом из них. Города Юлих, Дюссельдорф, и Орсой (столицы соответственно Юлих-Берга, Берга и герцогства Клевского) получили крепости для защиты и превратились в безопасные современные центры. Для воплощения задуманного, Вильгельм нанял знаменитого итальянского архитектора Алессандро Паскуалини, который до этого прославился своей работой в Нидерландах. Паскуалини разработал планы укреплений и дворцов, некоторые из которых стоят до сих пор (например, Цитадель в Юлихе, построенная в 1548—1580 годах).

## Семья
Первый раз Вильгельм женился в 1541 году на 13-летней наследнице королевства Наварра Жанне, но четыре года спустя брак аннулировали.
Второй женой герцога 18 июля 1546 года стала Мария Австрийская, дочь Фердинанда I, императора Священной Римской империи и Анны Богемской и Венгерской.
Во втором браке родились дети:
- Мария Элеонора (25 июня 1550—1608), замужем за герцогом Пруссии Альбрехтом Фридрихом.
- Анна Юлих-Клеве-Бергская (10 марта 1552 — (?)16 октября 1632), замужем за пфальцграфом Нейбурга Филиппом Людвигом.
- Магдалена (1553—1633), замужем за Иоганном I, графом Цвайбрюккена, братом Филиппа Людвига.
- Карл Фредерик (1555—75).
- Елизавета (1556—61).
- Сибилла (1557—1627), замужем за Карлом Австрийским, маркграфом Бургау, сыном эрцгерцога Австрийского Фердинанда II и его морганатической жены Филиппины Велзер.
- Иоганн Вильгельм (28 мая 1562 — 25 марта 1609), епископ Мюнстерский, герцог Юлихский, граф Маркский, граф Равенсбургский. В 1585 году женился на Якобе Баденской (ум. 1597). Второй женой стала Антония Лотарингская, дочь герцога Карла III Лотарингского (ум. 1610).

Сестра Вильгельма Анна короткое время была замужем за королём Англии Генрихом VIII.